# Bakeridesia ferruginea
Bakeridesia ferruginea là một loài thực vật có hoa trong họ Cẩm quỳ. Loài này được (Martyn) Krapov. mô tả khoa học đầu tiên năm 1957.